# فرودگاه مونترآل/سن-اوبر
فرودگاه مونترآل/سن-اوبر (به انگلیسی: Montréal/Saint-Hubert Airport) (به زبان بومی: Aéroport Montréal Saint-Hubert Longueuil) یک فرودگاه همگانی باربری با کد یاتا YHU است که یک باند فرود آسفالت دارد و طول باند آن ۲٬۳۷۸ متر است. این فرودگاه در کشور کانادا قرار دارد و در ارتفاع ۲۷ متری از سطح دریا واقع شده‌است.

## شرکت‌های هواپیمایی و مقصدهای پروازی

### مسافری
| شرکت‌های هواپیمایی | مقصدهای پروازی |
| ----------------- | --- |
| Pascan Aviation   | سی‌اف‌بی باگوتویل، بای-کوماو، بوناونچر، ایلس-د-لا-مادلین، مون-ژولی، ژان لوساژ شهر کبک، روبروال، روین‌نرندا، سپت‌ائیلس، شهری بیلی بیشاپ تورنتو، ول-د ار، وابش |